# William Henry Bragg
Sir William Henry Bragg (1862-1942) là nhà vật lý người Anh. Ông cùng với người con trai William Lawrence Bragg là những chủ nhân của Giải Nobel Vật lý năm 1915 nhờ việc chế tạo dụng cụ phân tích cấu trúc tinh thể bằng tia X. Với vinh dự này, cha con nhà Bragg trở thành cha con đầu tiên nhận Giải Nobel Vật lý trong cùng một năm. Tên của William Henry Bragg đã được dùng để đặt cho tiểu hành tinh 11150 Bragg.